# Ștefan Boboș
Ștefan Boboș (* 20. Juli 1923 in Onești, Kreis Bacău) ist ein ehemaliger rumänischer Politiker der Rumänischen Kommunistischen Partei PCR (Partidul Comunist Român) und Diplomat, der unter anderem zwischen 1957 und 1980 Mitglied der Großen Nationalversammlung (Marea Adunare Națională) war. Er war ferner von 1978 bis 1979 Botschafter in der Volksrepublik Bulgarien.

## Leben
Ștefan Boboș war nach dem Schulbesuch von 1937 bis 1940 als ungelernter Arbeiter in der Fabrik der Bauholzunion im Kreis Bacău tätig und wurde 1940 Verkäufer in einem Bauholzlager in Onești. Während des Zweiten Weltkrieges meldete er sich im Februar 1941 als Freiwilliger und nahm als Angehöriger des 2. Jägerregiments
Bukarest an Kampfhandlungen an der Front zur Sowjetunion sowie später bis 1945 in der Tschechoslowakei teil. Im Oktober 1945 wurde er Mitglied der Kommunistischen Partei Rumäniens PCdR (Partidul Comunist din Romania) und war zuerst Sekretär sowie zwischen Januar 1946 und Februar 1947 Chef der Sektion Organisation des Parteikomitees von Târgu Ocna. Daraufhin war er von Februar 1947 bis Juli 1948 Chef der Sektion Organisation des Parteikomitees im Kreis Neamț sowie im Juli 1948 Delegierter der Abteilung Organisation des Zentralkomitees der Rumänischen Arbeiterpartei PMR (Partidul Muncitoresc Roman). Er absolvierte zwischen September 1948 und August 1949 einen Studiengang an der Akademie für Sozial- und Politikwissenschaften „Ștefan Gheorghiu“. Danach war er von August 1949 bis September Sekretär des Parteikomitees im Kreis Neamț. Er absolvierte daraufhin einen Studiengang an der Fakultät für Wirtschaftswissenschaften des Instituts für wirtschaftliche Studien.
Am 21. Februar 1952 wurde Boboș Erster Sekretär des Parteikomitees im Kreis Suceava und bekleidete diese Funktion bis zum 10. Mai 1954. Anschließend wurde er Instrukteur im ZK der PMR. Er war Handelsdirektor des Holzkombinats des Kreises Bacău und wurde 1957 Mitglied der Großen Nationalversammlung (Marea Adunare Națională), der er bis 1980 angehörte. Daneben fungierte er zwischen 1962 und November 1966 als Präsident des Exekutivkomitees des Volksrates des Kreises Bacău und wurde ferner am 25. Mai 1965 Mitglied des Büros des Parteikomitees des Kreises Bacău. Auf dem Neunten Parteitag der PCR (19. bis 24. Juli 1965) wurde er zum Mitglied des ZK gewählt und gehörte diesem Gremium bis zum 1. November 1978 an.
1969 wurde Ștefan Boboș Erster Sekretär des Parteikomitees sowie Präsident des Exekutivkomitees des Volksrates des Kreises Neamț und bekleidete diese Funktionen bis zum 7. März 1978. Zugleich war er zwischen 1975 und dem 13. Juli 1978 Mitglied des Verfassungs- und Justizausschusses der Großen Nationalversammlung. Am 7. Juni 1978 wurde er Botschafter in der Volksrepublik Bulgarien und verblieb auf diesem Posten bis zum 13. Januar 1979. Nach seiner Rückkehr wurde er 1979 stellvertretender Direktor des Kombinats für Holzindustrie in Bacău und behielt diesen Posten bis zum Zusammenbruch des Kommunismus im Zuge der Revolution am 22. Dezember 1989. 
Für seine langjährigen Verdienste wurde er mehrfach ausgezeichnet und erhielt unter anderem 1953 die Medaille zum 5-jährigen Jubiläum der Volksrepublik (Medalia „A 5 - a Aniversare a R. P. R.“), 1957 den Orden der Arbeit Dritter Klasse (Ordinul Muncii), 1957 die Medaille zum 10-jährigen Jubiläum der Volksrepublik (Medalia „A 10 - a Aniversare a R. P. R.“), 1959 den Stern der Volksrepublik Rumänien Vierter Klasse (Ordinul Steaua Republicii Populare Române), 1962 den Orden der Arbeit Erster Klasse, 1964 den Orden 23. August Vierter Klasse (Ordinul 23. August), 1966 den Orden Tudor Vladimirescu Dritter Klasse (Ordinul Tudor Vladimirescu) sowie 1971 den Stern der Sozialistischen Republik Rumänien Zweiter Klasse (Ordinul Steaua Republicii Socialiste România). Er wurde außerdem mit der Medaille ‚Befreiung von faschistischen Joch‘ (Medalia „Eliberarea de sub jugul fascist“) geehrt.